# 韓国郵便事業振興院
韓国郵便事業振興院（かんこくゆうびんじぎょうしんこういん、韓国語: 한국우편사업진흥원、英語: Korea Postal Service Agency, POSA）は、郵便サービスの品質向上と郵政文化の啓蒙を推進し、郵政事業の発展と国民文化生活に寄与することを目的として設立された大韓民国の公共機関である。

## 組織

### 韓国郵便事業振興院長
- 理事会
- 監査
  - 監査室

#### 経営戦略室
- 戦略企画チーム
- 人材経営チーム
- 財務会計チーム
- 経営情報チーム

#### 未来研究センター
- 郵便研究チーム
- 未来事業推進班

#### 郵便局ショッピング室
- ショッピング企画チーム
- ショッピングモール運営チーム
- 対外協力チーム
- 商品開発チーム
- システム運営チーム

#### 郵便局コールセンター
- 運営企画チーム
- 顧客支援チーム

#### 郵政文化室
- 文化企画チーム
- 文化郵便商品チーム

#### 郵便事業室
- 郵便企画チーム
- 品質管理チーム

## 所在地
大韓民国 ソウル特別市 永登浦区 永登浦洞 7街